# The Last Guardian
The Last Guardian (anciennement Project Trico), nommé au Japon Hitokui no Ōwashi Torico (人喰いの大鷲トリコ, Hitokui no Ōwashi Toriko, lit. « Trico, le grand aigle mangeur d'hommes »), est un jeu vidéo d'action-aventure développé par la Team Ico et édité par Sony Computer Entertainment, sorti le 7 décembre 2016 sur PlayStation 4.
Le jeu est conçu par Fumito Ueda et il partage des éléments stylistiques, thématiques et de gameplay avec ses jeux précédents, Ico (2001) et Shadow of the Colossus (2005).

## Synopsis
Dans une grande et mystérieuse cité en ruines, un garçon se réveille à côté d'une énorme créature enchaînée nommée Trico. Après avoir été libéré, Trico se lie d'amitié avec le garçon et l'accompagne dans l'exploration des lieux. Tous deux sont confrontés à différentes énigmes qu'ils parviennent à  résoudre ensemble et ils avancent ainsi dans les ruines. Certaines parties des ruines sont gardées par de mystérieuses armures qu'ils doivent détruire pour progresser.
Très vite, il apparaît que Trico a peur d'une chose : de mystérieux miroirs en forme d'œil. Le garçon doit donc casser les miroirs qu'ils rencontrent pour pouvoir poursuivre sa route avec la créature.
Vers la fin du jeu, ils réussissent à monter dans une grande tour qui émet de mystérieuses ondes. Ils sont ensuite confrontés à des créatures ressemblant à Trico. Celles-ci régurgitent des enfants capturés dans un tuyau et reçoivent en échange de la nourriture dans des tonneaux. Un combat commence alors entre Trico et ses semblables après qu'il s'est interposé entre l'un d'eux et son ami. Ses semblables l'attaquent et lui arrachent la queue, récupérée ensuite par le garçon qui s'en sert pour projeter un éclair vers une sphère mystérieuse. Après une terrible explosion, le garçon s'évanouit.
Trico l'emmène dans son village pour le confier aux humains. Cependant, ces derniers l'attaquent avec leurs lances, contraignant ainsi le garçon à lui demander, à contrecœur, de partir.

## Personnages

### Le garçon
Personnage principal et seul personnage jouable, le garçon, dont on ignore le nom, est un enfant d'un village humain. Il semble avoir environ dix ans, a les cheveux noirs, la peau mate, et porte un genre de robe blanc et noir ; il mesure environ 1,40 m et est très agile. Sa peau est couverte de tatouages. Comme dans tous les jeux de la trilogie Ico, lui et ses semblables s'expriment dans une langue fictive.

### Trico
Trico est une grande créature grise quadrupède d'environ 30 mètres de long pour environ 6 mètres au garrot. Son corps emplumé rappelle celui d'un féliforme. Sa longue queue lui servant de balancier est également couverte de plumes bleu-gris. Celle-ci, grâce au bouclier acquis par le garçon, peut lancer des éclairs. 
Il possède des membres puissants griffus, tridactyles et digitigrades caractérisés par une absence de plumage ou de poils et une présence de larges écailles rosâtres. Ses pattes antérieures sont déplumées à partir du coude jusqu'au pied et ses pattes postérieures du jarret jusqu'au pied. La disposition en croix de ses doigts lui permet, à l'instar des Caprinés, une adhérence aux rochers sur lesquels il évolue en formant une pince dont l'extrémité tendre assure la tenue sur des prises minuscules. Ses membres antérieurs, extrêmement habiles, lui offrent aussi une capacité de préhension. Il peut ainsi manipuler délicatement des objets de petite taille.
Sa tête massive est munie d'une paire d'oreilles violacées démesurées rappelant celles d'Otocyon megalotis ou d'un Protèle. Il porte une paire de cornes turquoise ayant été brisées ou coupées mais également une paire de petits ossicônes situés sur son front. Son museau, paraissant à la fois rigide comme un bec et souple, ressemble à celui d'un maki catta et est muni de longues vibrisses.
Ses grands yeux, dont le tapetum lucidum semble changer de couleur en fonction de son humeur (jaune, rose, noir, vert, bleu), lui offrent vraisemblablement une bonne acuité visuelle. Une ligne de poils sombres part de ses yeux pour descendre sur ses joues, comme les "larmes" d'un guépard. L'ensemble de son visage rappelle fortement celui d'un Protèle. Trico possède également des ailes situées sur son dos qui, au début de l'aventure, ont perdu leurs rémiges à la suite d'un accident rendant Trico incapable de voler.
Trico est doté d'une puissance phénoménale et d'une incroyable agilité compte tenu de sa taille. Il est capable de bondir à plus de 30 mètres de long, capacité qui est d'une utilité vitale au duo étant donné la nature des environnements du jeu. Son comportement rappelle celui d'un chien ou d'un chat. Très amical et affectueux, il réclame des caresses et émet des vocalises semblables à des cris de grands oiseaux, des hurlements de loup et des gémissements de chien. Il se nourrit de tonneaux avec un contenu inconnu.   

## Système de jeu
Le joueur contrôle l'enfant et doit évoluer avec Trico pour avancer tout au long de l'aventure. En effet, progresser dans The Last Guardian implique de collaborer activement avec l'animal : l'utilisateur est amené à lui donner des ordres, à lui trouver de la nourriture, à le soigner, etc. De plus, le terrain accidenté incite régulièrement le héros à se servir de l'agilité du mystérieux quadrupède pour surmonter tel obstacle ou se tirer de telle ou telle embûche. Tout le jeu, y compris dans ses mécaniques profondes, est centré sur la relation qui unit Trico à son jeune compagnon, relation progressive qui devient vite forte et rend les personnages attachants. 
Le gameplay se situe entre le jeu de plate-formes en 3D et le jeu de réflexion. En effet, le jeu consiste en une série de salles ou d'environnements ouverts dans lesquels le joueur est amené à chercher une solution à l'énigme pour avancer et atteindre des lieux différents. Le garçon, agile, peut s'agripper et escalader les parois de certains murs, et grimper sur Trico quand bon lui semble ce qui lui sera nécessaire pour avancer dans certains lieux autrement inaccessibles. Il est à noter que l'animal peine parfois à interpréter correctement les directives qu'on lui donne ce qui peut générer de la frustration pour le joueur mais participe à lui donner un comportement crédible. 
Les ennemis, principalement des armures animées, sont rares dans le jeu mais seul Trico peut les combattre, ce qui renforce la menace qu'ils représentent pour le garçon et donc pour le joueur. Ce dernier peut néanmoins se débattre pour échapper à leur étreinte s'il se fait capturer. Les armures peuvent attaquer Trico à l'aide de lances, qu'il faudra alors retirer. Après que Trico a détruit les armures le joueur peut le calmer  en le caressant.

## Musique
La bande originale du titre est composée, orchestrée et co-produite par Takeshi Furukawa.

## Développement

### Conception
Selon Fumito Ueda, concepteur de The Last Guardian, l'idée du gameplay provient des retours des joueurs sur son précédent jeu, Shadow of the Colossus. Il explique avoir eu le sentiment que la majorité s'accordait sur l'importance de la relation entre le personnage principal, Wander, et son cheval. Il a donc imaginé comment cela pouvait affecter ou développer des mécaniques de gameplay et c'est ainsi que The Last Guardian est né.

### Annonces
Le titre est officiellement dévoilé lors de la conférence Sony à l'E3 2009 pour une sortie sur PlayStation 3. Durant le Tokyo Game Show de la même année, une seconde bande-annonce est diffusée montrant l'environnement et les personnages mais pas de phase de gameplay. Le jeu est de nouveau présenté lors de l'E3 2015 pour une sortie prévue pour 2016 sur PlayStation 4.
La date de sortie officielle est annoncée lors de l'E3 2016, pour le 25 octobre 2016. Le jeu est finalement reporté au 7 décembre 2016. Le 21 octobre 2016, le producteur Jun Yoshino annonce sur Twitter, via un message retiré dans la foulée, que le développement du jeu est terminé.